# Elk Cloner
Elk Cloner é considerado o primeiro vírus de computador de distribuição ampla e foi criado por Rich Skrenta, um garoto então com quinze anos, em 1982.
Ele atacava computadores Apple 2 com DOS. O único transtorno causado era a exibição de um "poema" a cada cinquenta vezes que o computador era iniciado com um disquete infectado. Não causava danos aos dados a não ser que o disco contivesse uma imagem que não fosse a padrão do sistema pois ele copiava a si mesmo na mesma posição independentemente do conteúdo do disquete.

## O poema
```
Elk Cloner:  The program with a personality

 It will get on all your disks
   It will infiltrate your chips
     Yes it's Cloner!

 It will stick to you like glue
   It will modify RAM too
     Send in the Cloner!
```